# Riversleigh esőerdei koala
A Riversleigh esőerdei koala (Nimiokoala greystanesi) egy kihalt erszényes állat, szoros rokonságban a ma élő koalával, amely Queensland északnyugati részén lakott a kora-közép-miocénben (23–16 millió évvel ezelőtt). Rokon nemzetség a Litokoala, az Riversleigh esőerdei koala a koalafélék legkisebb képviselője.
Az éghajlatváltozás miatt kihalt, Valószínűleg általánosabb étrenddel rendelkezett, mint a modern koalák, de pontos táplálkozási preferenciái nem ismertek.

## Etimológia
Az általános név, a Nimiokoala a latin Nimio (túlzott) szóból származik, utalva annak összetett moláris morfológiájára más koalafajokhoz képest. Míg A fajnevét, a greystanesi, Greistanes High School tiszteletére kapta.

## A kutatás története
2013-ig a kihalt koalák fosszíliái 163 példányból állt, 58 riversleigh-i lelőhelyen; 55 példányt tulajdonítanak a Riversleigh esőerdei koalának. A mai napig találtak részleges koponyákat , számos alsó állkapcsot és fogakat. Ezen fosszíliák alapján az állat fogazatát teljesen helyreállították. A fajt 1997-ben nevezték el. A QMF30482 példányt holotípusként rendelték el; csontjait a Queensland Múzeumban tárolják.

## Leírás
A Postcranialis kövületek hiányában a Riversleigh esőerdei koala méreteit a fennmaradó fogak méréseiből számítottuk ki. Becslések szerint testhossza körülbelül 25-30 cm, és tömege körülbelül 3,5 kg, a modern koalák egyharmada, és több mint 10-szer kisebb, mint a Phascolarctos legnagyobb ismert képviselője (Phascolarctos yorkensis). Pofája kiemelkedőbb volt, mint a modern koaláké, hasonlított az oposszum pofájára. A Riversleigh esőerdei koala fogai szelenodontálisak (félhold alakúak), számtalan csuklóval és kiegészítő nyírópengékkel. A megkövesedett koponya méretéhez képest nagyon nagy halló csontokat tartalmaz.

## Ökológia és életmód
A kora-középső miocénben Riversleigh-t trópusi erdők borították. Nyíltabb területek, karsztos talajjal fordultak elő az erdőszéleken vagy az édesvízi patakokban és tavakban. Ahogy az éghajlat szárazabbá vált, és az évszakok kifejezettebben változtak, kis koalák haltak ki, köztük a Riversleigh esőerdei koala.
A Nimiokoala kis mérete, amely arányosan intenzívebb étrendet igényel, és a nagy szemüreg, amely jó éjszakai látást jelez, arra utalnak, hogy ez az állat sokkal mozgékonyabb volt, mint a mai koala. A Nimikoala fülének szerkezete megfelel annak, ami a modern koalákban megfigyelhető; a nagy halló csontokkal összefüggésben arra lehet következtetni, hogy a Riversleigh esőerdei koala érzékeny volt és alacsony frekvenciájú hangokat használt a kommunikációhoz, beleértve a társak vonzását is.

## Fordítás
Ez a szócikk részben vagy egészben  a   Riversleigh rainforest koala című angol Wikipédia-szócikk ezen változatának fordításán alapul.  Az eredeti cikk szerkesztőit annak laptörténete sorolja fel. Ez a jelzés csupán a megfogalmazás eredetét és a szerzői jogokat jelzi, nem szolgál a cikkben szereplő információk forrásmegjelöléseként.